# Jung (Familienname)
Jung ist ein Familienname.
Im Chinesischen ist Jung die Wade-Giles-Transkription für den Namen Rong.

## Namensträger

### A
- Adolphe Jung (1902–1992), elsässischer Mediziner und Hochschullehrer
- Aeneas Jung (* 2002), deutsch-zyprischer Basketballspieler
- Albert Jung (Landrat, 1811) (1811–1868), deutscher Landrat in Elberfeld
- Albert Jung (Landrat, 1844) (1844–1923), deutscher Landrat in Sinsheim, Tauberbischofsheim und Konstanz
- Albert Jung (Maler) (1856–1937), deutscher Maler und Zeichenlehrer
- Albert Jung (Verwaltungsbeamter) (1874–1934), deutscher Jurist und Verwaltungsbeamter
- Albert Jung (Komponist) (1899–1970), deutscher Komponist und Dirigent
- Alexander Jung (Literaturhistoriker) (1799–1884), deutscher Literaturhistoriker, Dichter und Publizist
- Alexander Jung (Schriftsteller) (* 1966), deutscher Schriftsteller
- Alexander Jung (Grafiker) (* 1975), deutscher Illustrator
- Alexander Jung (Eishockeyspieler) (* 1978), deutscher Eishockeytorwart
- Alexander Jung (Tennisspieler) (* 1978), deutscher Tennisspieler
- Alexander Jung (Pokerspieler) (* 1983), deutscher Pokerspieler
- Alfred Jung (Heimatforscher) (1895–1980), deutscher Unternehmer und Heimatforscher
- Alfred Jung (Widerstandskämpfer) (1908–1944), deutscher Verwaltungsangestellter und Widerstandskämpfer
- Alfred Heinrich Jung (* 1954), deutscher Unternehmer
- Ali Yavar Jung (1905–1976), indischer Diplomat und Politiker
- Alissa Jung (* 1981), deutsche Schauspielerin
- Alois Jung (* 1946), österreichischer Jurist
- Amalie Jung (1796–1860), deutsche Pädagogin
- Amand Jung OSB (1814–1889), Mönch der Abtei St. Peter und Historiker
- André Jung (* 1953), schweizerisch-deutscher Schauspieler
- Andrea Jung (* 1959), chinesisch-kanadisch-US-amerikanische Managerin
- Andreas Jung (Kirchenhistoriker) (André Jung; 1793–1863), Kirchenhistoriker und Bibliothekar in Straßburg
- Andreas Jung (Schauspieler) (* 1960), deutscher Schauspieler
- Andreas Jung (Biologe) (* 1961), deutscher Biologe und Molekularpathologe
- Andreas Jung (Politiker) (* 1975), deutscher Politiker (CDU)
- Andy Jung (Moderner Fünfkämpfer) (* 1961), Schweizer Moderner Fünfkämpfer
- Andy Jung (Shorttracker) (* 1997), australischer Shorttracker
- Anni Jung (1937–2022), deutsche Keramikerin, Malerin und Grafikerin
- Anthony Jung (* 1991), deutscher Fußballspieler
- Anton Jung (* 2003), deutscher Volleyballspieler
- Antonia Jung (* 1998), österreichische Schauspielerin
- Arastu Yar Jung (1858–1940), indischer Arzt
- Arnold Jung (1859–1911), deutscher Lokomotivfabrikant
- Arthur Jung (1879–1941), deutscher Eisenhüttenmann
- Artur Jung (* 1960), deutscher Journalist und Filmkritiker
- August Jung (1927–2020), deutscher evangelisch-freikirchlicher Theologe, Historiker und Publizist

### B
- Jung Ba-ra (* 1989), südkoreanische Shorttrackerin
- Bärbel Jung, deutsche Fußballspielerin
- Berit Jung (* ≈1980), deutsche Jazz- und Improvisationsmusikerin
- Bernd Jung (* 1973), deutscher Medizinphysiker und Hochschullehrer
- Bernhard Jung (* 1966), deutscher Informatiker und Hochschullehrer
- Bertha Malzacher-Jung (1866–1931), deutsche Kunstmalerin
- Berthold Jung (1915–1992), deutscher Konteradmiral
- Bettina Jung (* 1971), deutsche Tierheilpraktikerin und Politikerin (Tierschutzpartei)
- Björn Jung (* 1974), deutscher Schauspieler
- Jung Bo-ram (* 1991), südkoreanische Fußballtorhüterin
- Bodo Jung (1910–1940), deutscher Astronom
- Botho Jung (Moderator) (1927–2014), deutscher Fernseh- und Hörfunkmoderator
- Botho Jung (Schachspieler) (* 1955), deutscher Fernschachspieler
- Bruno Karl August Jung (1886–1966), deutscher Politiker
- Burkhard Jung (* 1958), deutscher Politiker (SPD), Oberbürgermeister von Leipzig
- Jung Byung-cheon (* 1986), südkoreanischer Eishockeyspieler
- Jung Byung-tak (1942–2016), südkoreanischer Fußballspieler und -trainer

### C
- Calvin Jung (* 1945), US-amerikanischer Schauspieler
- Carl Jung (Flugpionier), deutscher Flugpionier
- Carl Jung (Mediziner) (1868–1944), deutscher Mediziner und zahnärztlicher Direktor
- Carl Jung-Dörfler (1879–1927), deutscher Maler
- Carl Gustav Jung (1795–1864), deutsch-schweizerischer Mediziner, Chirurg, Anatom und Geburtshelfer, siehe Karl Gustav Jung
- Carl Gustav Jung (meist C. G. Jung, 1875–1961), Schweizer Psychiater und Psychologe
- Carl Theobald Jung (1845–1901), deutscher Eisenhüttenmann
- Carola Jung (* 1975), deutsche Journalistin
- Jung Chae-yeon (* 1997), südkoreanische Popsängerin und Schauspielerin
- Christian Jung (Geistlicher) (1920–1974), deutscher römisch-katholischer Geistlicher und Generalvikar in Limburg
- Christian Jung (Molekularbiologe) (* 1956), deutscher Molekularbiologe
- Christian Jung (Politiker) (* 1977), deutscher Politiker (FDP)
- Christina Jung (Skisportlerin) (* vor 1969), deutsche Skisportlerin
- Christina Jung (Schauspielerin) (* 1991), deutsche Schauspielerin
- Christof Jung (1939–2017), deutscher Buchhändler, Abenteurer und Flamenco-Experte
- Jung Chul-woon (* 1986), südkoreanischer Fußballspieler
- Cläre Jung (1892–1981), deutsche Schriftstellerin und Publizistin
- Claudia Jung (* 1964), deutsche Schlagersängerin
- Cusch Jung (* 1958), deutscher Musiker, Sänger, Regisseur und Schauspieler

### D
- Jung Da-bin (* 2000), südkoreanische Schauspielerin
- Jung Da-eun (* 2001), südkoreanische Schauspielerin
- Jung Dae-sun (* 1987), südkoreanischer Fußballspieler
- Jung Dae-yoon (* 2005), südkoreanischer Freestyle-Skier
- Daniel Jung (* 1981), deutscher Webvideoproduzent
- Dawid Jung (* 1980), polnischer Schriftsteller
- Dieter Jung (Mineraloge) (* 1927), deutscher Geowissenschaftler, Lehrstuhlinhaber und Direktor des Mineralogisch-Petrographischen Instituts der Universität Hamburg
- Dieter Jung (Politiker) (um 1940–2016), deutscher Politiker, Bürgermeister von Lahnau
- Dieter Jung (Fechter) (* 1940), deutscher Fechter
- Dieter Jung (Künstler) (* 1941), deutscher Künstler und Hochschullehrer
- Dietmar Jung (1957–2005), deutscher Politiker (PDS), MdL Sachsen
- Dirk Jung (1956–2019), deutscher Taekwondokämpfer
- Jung Dong-hyun (* 1988), südkoreanischer Skirennläufer
- Dora Jung (1906–1980), finnische Textilkünstlerin
- Dörthe Jung (* 1949), deutsche Unternehmensberaterin und Publizistin

### E
- Eberhard Jung (1863–1953), deutscher Hüttenbesitzer und Abgeordneter des Landtages der Provinz Hessen-Nassau
- Eberhard Jung (Ingenieur) (* 1902), deutscher Hüttendirektor
- Edgar Julius Jung (1894–1934), deutscher Politiker und Publizist
- Edith Jung (* 1953), deutsche Malerin
- Edwin Jung (1907–nach 1946), deutscher Mediziner
- Elisabeth Jung (1884–1942), österreichische Malerin
- Elise von Jung-Stilling (1829–1904), deutsch-baltische Malerin und Kunstpädagogin
- Else Jung (1895–1990), deutsche Schriftstellerin
- Emil Jung (1882–1964), deutscher Architekt und Baubeamter
- Emil Felix Jung (1886–nach 1932), deutscher Maler
- Émile Jung (1941–2020), französischer Koch
- Emma Jung (1882–1955), Schweizer Psychoanalytikerin
- Erhard Jung (1902–1945), deutscher Geologe
- Erich Jung (Jurist) (1866–1950), deutscher Jurist und Hochschullehrer
- Erich Jung (Politiker) (1908–1988), deutscher Politiker (SPD), MdA
- Ernst Jung (Architekt) (1921–2010), deutscher Architekt
- Ernst Jung (Unternehmer) (1923–2008), deutscher Unternehmer und Firmengründer
- Ernst Jung (Mäzen) (1896–1976), deutscher Reeder und Mäzen
- Ernst F. Jung (Ernst Felix Jung; 1910–nach 1992), deutscher Historiker und Autor
- Ernst Friedrich Jung (1922–2016), deutscher Diplomat
- Ernst G. Jung (1932–2023), Schweizer Dermatologe und Venerologe sowie Hochschullehrer
- Ernst Georg Jung (1841–1912), Schweizer Architekt
- Erwin Jung (1941–2017), deutscher Fußballspieler
- Jung Eui-myung (* 1982), südkoreanischer Skilangläufer
- Jung Eun-chae (* 1986), südkoreanische Schauspielerin
- Jung Eun-hwa (* 1972), südkoreanische Badmintonspielerin
- Jung Eun-shin (* 1976), südkoreanische Komponistin
- Eva-Maria Jung-Inglessis (1920–2007), deutsche Kirchenhistorikerin

### F
- Ferdinand Jung (1905–1973), deutscher Politiker (KPD/SED) und Widerstandskämpfer
- Ferdinand Jacob Jung (1811–1883), deutscher Jurist und Hüttenbesitzer
- Florian Jung (Eishockeyspieler) (* 1982), deutscher Eishockeyspieler
- Florian Jung (Windsurfer) (* 1983), deutscher Windsurfer, Umweltaktivist und Sozialunternehmer
- Frank Jung (* 1964), deutscher Heraldiker
- Franz Jung (Mathematiker) (1872–1957), österreichischer Mathematiker und Hochschullehrer
- Franz Jung (1888–1963), deutscher Schriftsteller, Ökonom und Politiker
- Franz Jung (Dirigent) (1899–1978), deutscher Dirigent und Hochschullehrer
- Franz Jung (Architekt) (1908–1996), Schweizer Architekt
- Franz Jung (Großdechant) (* 1936), deutscher Geistlicher, Großdechant der Grafschaft Glatz
- Franz Jung (Politiker) (1940–2008), Schweizer Politiker (CVP)
- Franz Jung (Bischof) (* 1966), deutscher Geistlicher, Bischof von Würzburg
- Franz Jung-Ilsenheim (1883–1963), österreichischer Maler
- Franz Josef Jung (* 1949), deutscher Politiker (CDU)
- Franz Wilhelm Jung (1757–1833), deutscher Lyriker, Übersetzer und Publizist
- Fredo Jung (* 1949), deutscher Pianist, Dirigent und Komponist
- Frieda Jung (1865–1929), deutsche Dichterin
- Friedhelm Jung (* 1958), deutscher evangelischer Theologe, Autor und Hochschullehrer
- Friedrich Jung (Politiker), deutscher Politiker, MdL Sachsen-Coburg und Gotha
- Friedrich Jung (Metallurg) (1820–1902), deutscher Unternehmer und Hüttenbesitzer
- Friedrich Jung (Jurist) (1890–1978), deutscher Jurist und Richter
- Friedrich Jung (Musiker) (1897–1975), österreichischer Dirigent und Komponist
- Friedrich Jung (Journalist) (1898–1945), deutscher Journalist
- Friedrich Jung (Mediziner) (1915–1997), deutscher Arzt und Pharmakologe
- Fritz Jung (1903–1981), deutscher Zahnarzt und Hochschullehrer

### G
- Gabriel Jung (* 2001), deutscher Basketballspieler
- Jung Gab-suk (* 1969), südkoreanischer Fußballtrainer
- Georg Jung (Politiker, 1814) (1814–1886), deutscher Politiker (DFP, NLP)
- Georg Jung (Politiker, 1870) (1870–1922), deutscher Politiker (SPD)
- Georg Jung (Bezirksoberamtmann) (1872–nach 1930), deutscher Verwaltungsjurist
- Georg Jung (Heimatforscher) (1878–1958), deutscher Heimatforscher
- Georg Jung (Maler) (1899–1957), österreichischer Maler
- Georg Jung (Fußballspieler) (* 1946), deutscher Fußballspieler
- Georg Jung (Politiker, 1963) (* 1963), deutscher Politiker (CDU)
- Georg Conrad Jung (1612–1691), deutscher Drucker, Maler, Kupferstecher und Geograph
- Georg Sebastian Jung († 1682), österreichischer Mediziner
- George Jung (1942–2021), US-amerikanischer Drogenhändler
- Gerald Jung (* 1956), deutscher Übersetzer und Journalist
- Gerhard Jung (1926–1998), deutscher Mundartdichter und Schriftsteller
- Gerold Jung (1939–2025), deutscher Fotograf und Reisejournalist
- Gideon Jung (* 1994), deutscher Fußballspieler
- Jung Gil-ok (* 1980), südkoreanische Fechterin
- Giuseppe Jung (1845–1926), italienischer Mathematiker
- Guido Jung (1876–1949), italienischer Bänker, Diplomat und Händler
- Günter Jung (Ingenieur) (1939–2004), deutscher Ingenieur, Hochschullehrer und Bergsteiger
- Günter Jung, deutscher Verleger, Herausgeber und Autor, siehe KKZR Verlag
- Günther Jung (* 1937), deutscher Chemiker und Hochschullehrer
- Gustav Jung (Eisenhüttenunternehmer) (1859–1929), Eigentümer des Hessen-Nassauischen Hüttenvereins
- Gustav Jung (Fußballspieler) (1945–2000), deutscher Fußballspieler
- Gustav August Jung (1824–1904), deutscher Eisenhüttenunternehmer in Hessen-Nassau

### H
- Jung Hae-in (* 1988), südkoreanischer Schauspieler
- Jung Han-cheol (* 1996), südkoreanischer Fußballspieler
- Hans Jung (Politiker, 1902) (1902–1945), deutscher Politiker, Bürgermeister von Timișoara
- Hans Jung (Grafiker) (1913–1983), deutscher Werbegrafiker
- Hans Jung (Politiker, 1930) (1930–2012), deutscher Jurist und Politiker (SPD), Oberbürgermeister von Kaiserslautern
- Hans Jung (Verfahrenstechniker), deutscher Verfahrenstechniker
- Hans Jung (Jurist) (1944–2009), deutscher Jurist
- Hans Jung (Wirtschaftswissenschaftler) (* 1944), deutscher Wirtschaftswissenschaftler und Hochschullehrer
- Hans-Gernot Jung (1930–1991), deutscher evangelischer Theologe und Bischof
- Hans Otto Jung (1920–2009), deutscher Unternehmer, Jazzmusiker und Mäzen
- Hans-Rudolf Jung (1921–2016), deutscher Musikschriftsteller, Musiklehrer und Hochschullehrer
- Harald Jung (Journalist) (* 1938), deutscher Fernsehjournalist
- Harald Jung (1966–2024), deutscher evangelischer Theologe und Philosoph
- Hartmuth Jung (* 1962), deutscher Bankmanager und Unternehmer
- Hedwig Jung-Danielewicz (1880–1942), deutsche Ärztin
- Heike Jung (Jurist) (* 1942), deutscher Rechtswissenschaftler
- Heike Jung (Bodybuilderin) (* 1969), deutscher Bodybuilderin
- Heiko Jung (Schlagzeuger) (* 1971), deutscher Schlagzeuger
- Heiko Jung (Bassist) (* 1982), deutscher Bassist
- Heinrich Jung (Bildhauer) (1730–1770), deutscher Bildhauer
- Heinrich Jung (Biologe) (* 1959), deutscher Mikrobiologe und Hochschullehrer
- Heinrich Jung (1740–1817), Augenarzt und Ökonom siehe Johann Heinrich Jung-Stilling
- Heinrich Christian Jung (1896–1959), deutscher Unternehmensgründer
- Heinrich Wilhelm Ewald Jung (1876–1953), deutscher Mathematiker
- Heinz Jung (1935–1996), deutscher Ökonom und Soziologe
- Heinz Müller-Jung (1918–1986), deutscher Maler
- Helga Jung (* 1961), deutsche Betriebswirtin und Vorstandsmitglied
- Helge Jung (1943–2013), deutscher Musiker und Komponist
- Helmut Jung (Politiker) (* 1951), deutscher Architekt und Politiker
- Herbert A. Jung (* 1937), deutscher Maler, Bildhauer und Fotograf
- Herbert Jung (* 1938), deutscher Journalist
- Hermann Jung (Geistlicher) (um 1608–1678), deutscher Pastor und Didaktiker
- Hermann Jung (Funktionär) (1830–1901), Schweizer Uhrmacher und Arbeiterfunktionär
- Hermann Jung (Bildhauer) (1876–1919/1939), deutscher Bildhauer
- Hermann Jung (Schriftsteller) (1901–1988), deutscher Journalist und Schriftsteller
- Hermann Jung (Musikhistoriker) (* 1943), deutscher Musikhistoriker
- Hermann Robert Jung (1864–nach 1929), deutscher Landschaftsarchitekt und Baubeamter
- Hertha Jung (1921–2009), deutsche Politikerin (CDU, DFD)

- Holger Jung (Werbeunternehmer) (* 1953), deutscher Werber und Mitbegründer der Hamburger Werbeagentur Jung von Matt
- Holger Jung (Politiker) (* 1971), deutscher Jurist, Politiker (CDU) und Bürgermeister von Meckenheim
- Holger Jung (Komponist) (* 1972), deutscher Komponist
- Jung Ho-jin (* 1984), südkoreanischer Fußballspieler
- Jung Ho-yeon (* 1994), südkoreanisches Model und Schauspielerin
- Jung Hong-won (* 1944), südkoreanischer Politiker
- Jung Hoon-min (* 1985), südkoreanischer Badmintonspieler
- Jung Hye-in (* 1990), südkoreanische Schauspielerin.
- Horst Jung, deutscher Tischtennisspieler
- Horst Jung (Physiker) (* 1937), deutscher Biophysiker, Strahlenbiologe und Hochschullehrer
- Horst-Wilhelm Jung (* 1938), deutscher Erziehungswissenschaftler
- Hugo Jung (Politiker) (1844–1919), deutscher Lehrer und Politiker
- Hugo Jung (Mediziner) (1928–2017), deutscher Professor für Gynäkologie und Geburtshilfe, Lehrstuhlinhaber sowie Kunstsammler
- Hugo Jung (Manager) (1943–2007), deutscher Journalist und Kommunikationsmanager
- Jung Hye-lim (* 1987), südkoreanische Hürdenläuferin
- Jung Hyo-jung (* 1984), südkoreanische Fechterin
- Jung Hyun-joon (* 2011), südkoreanischer Schauspieler

### I
- Jung Il-woo (* 1986), südkoreanischer Kugelstoßer
- Ina Jung, deutsche Drehbuchautorin und Fernsehjournalistin
- Ingmar Jung (* 1978), deutscher Politiker (CDU)
- Mook-Jung Inhee (* 1963), südkoreanische Neurowissenschaftlerin
- Irene Jung (* 1954), deutsche Historikerin und Archivarin
- Isi ter Jung (1942–2007), deutsche Filmschauspielerin

### J
- Jung Jae-eun (* 1980), südkoreanische Taekwondoin
- Jung Jae-il (* 1982), südkoreanischer Filmkomponist
- Jung Jae-sung (1982–2018), südkoreanischer Badmintonspieler
- Jung Jae-yong (* 1990), südkoreanischer Fußballspieler
- Jung Jae-young (* 1970), südkoreanischer Schauspieler
- Jakob Jung (1895–??), deutscher Politiker (NSDAP)
- Janine Jung, japanische Fußballspielerin
- Jason Jung (* 1989), taiwanischer Tennisspieler
- Jean Jung (1896–1977), französischer Geologe und Petrograph
- Jean-Yves Jung (* 1969), französischer Jazzmusiker
- Jessica Jung (* 1989), koreanisch-amerikanische Popsängerin, Modedesignerin und Romanautorin
- Jung Ji-hyun (* 1983), südkoreanischer Ringer
- Jung Ji-soo (* 1990), südkoreanischer Fußballspieler
- Jung Jin-sun (* 1984), südkoreanischer Degenfechter
- Joachim Jung von Jungenfels (1580–1640), deutscher Burggraf, Stadthauptmann und Hofbeamter
- Joachim Jung (1587–1657), deutscher Mathematiker, Physiker und Philosoph, siehe Joachim Jungius
- Joachim Jung (Maler) (* 1951), deutscher Maler
- Joachim Jung (Schauspieler) (* 1954), deutscher Schauspieler und Drehbuchautor
- Joachim Jung (Regisseur) (* 1962), deutscher Regisseur, Kameramann und Produzent
- Joachim Müller-Jung (* 1964), deutscher Biologe und Schriftsteller
- Jochen Jung (Pseudonym Gottlieb Amsel; * 1942), österreichischer Verleger und Schriftsteller
- Jung Jo-gook (* 1984), südkoreanischer Fußballspieler
- Johann Jung (Theologe) (1727–1793), deutscher Theologe und Schriftsteller
- Johann Jung (Politiker) (1792–1874), deutscher Politiker, MdL Nassau
- Johann Eberhard Jung (1680–1751), deutscher Bauer und Köhler
- Johann Georg Jung (1583– nach 1641), deutscher Kartograph
- Johann Heinrich Jung (Bergmeister) (1711–1786), deutscher Bergbautechniker
- Johann Heinrich Jung (Historiker) (1715–1799), deutscher Bibliothekar und Historiker
- Johann Heinrich Jung-Stilling (1740–1817), deutscher Augenarzt, Wirtschaftswissenschaftler und Schriftsteller
- Johann Helmann Jung (1734–1809), deutscher Bergbauunternehmer
- Johann Jakob Jung (Metallurg) (1779–1847), deutscher Metallurg und Hüttenverwalter
- Johann Jakob Jung (Maler) (1819–1844), deutscher Maler
- Johann Philipp Jung (1677–1750), deutscher Bibliothekar
- Joanna Jung, Schauspielerin
- Johannes Jung (Orgelbauer), deutscher Orgelbauer
- Johannes Jung (Politiker, I), deutscher Soldat und Politiker, MdL Bayern
- Johannes Jung (Abt) (* 1952), österreichischer Benediktiner, Abt des Schottenstiftes
- Johannes Jung (Pädagoge) (* 1959), deutscher Pädagoge
- Johannes Jung (Politiker, 1967) (* 1967), deutscher Politiker (SPD), MdB
- John Baptist Jung Shin-chul (* 1964), südkoreanischer Geistlicher, Bischof von Incheon
- Jung Jong-hyun (* 1991), südkoreanischer E-Sportler
- Jörg Jung (Fußballspieler) (* 1965), deutscher Fußballspieler und -trainer
- Jörg Jung (Eishockeyspieler), deutscher Eishockeyspieler
- Josef Jung (1930–2021), deutscher Biologe und Lehrstuhlinhaber (Universität Augsburg)
- Joseph Jung (* 1955), Schweizer Historiker und Schriftsteller
- Jürgen Jung (* 1944), deutscher Schauspieler
- Julia Jung (* 1979), deutsche Schwimmerin
- Julius Jung (Unternehmer) (1822–1892), deutscher Hüttenbesitzer in Amalienhütte
- Julius Jung (Historiker) (1851–1910), österreichischer Althistoriker
- Julius Jung (Maler) (1851–1928), deutscher Maler
- Julius Jung (Schauspieler) (1860-nach 1892), deutscher Theaterschauspieler und Regisseur
- Julius Jung (Mediziner) (1914–1944), deutscher KZ-Arzt und SS-Hauptsturmführer
- Jung Ju-mi (* 1997), südkoreanische Biathletin

### K
- Karin Jung (* 1942), deutsche Politikerin (SPD)
- Karl Jung (Politiker, 1873) (1873–1932), österreichischer Politiker (CSP), Wiener Landtagsabgeordneter
- Karl Jung (Politiker, 1883) (1883–1965), deutscher SS-Oberführer und Politiker (NSDAP), MdR
- Karl Jung (Geophysiker) (1902–1972), deutscher Geophysiker
- Karl Jung (Jurist) (1930–2005), deutscher Jurist und Staatssekretär
- Karl Emil Jung (1833–1902), deutscher Geograph
- Karl Ferdinand von Jung (1699–1772), deutscher Historiker und Jurist
- Karl Gustav Jung (1795–1864), deutsch-schweizerischer Mediziner
- Karl-Otto Jung (* 1938), deutscher Maler und Grafiker
- Katja Jung (* 1968), deutsche Schauspielerin
- Kirsten Jung (* 1961), deutsche Mikrobiologin
- Klaus Jung (Sportmediziner) (1942–2018), deutscher Sportmediziner und Hochschullehrer
- Klaus Jung (Biochemiker) (* 1942), deutscher Mediziner, Biochemiker und Hochschullehrer
- Klaus Jung (Künstler) (* 1955), deutscher Künstler und Hochschullehrer
- Klaus Jung (Informatiker), deutscher Hochschullehrer für Informatik an der Hochschule für Technik und Wirtschaft Berlin
- Klaus Jung (Bioinformatiker) (* 1977), deutscher Bioinformatiker und Hochschullehrer am Institut für Tierzucht und Vererbungsforschung der TiHo Hannover
- Klaus D. Jung (Klaus Dieter Jung; * vor 1960), deutscher Dirigent
- Krystal Jung (* 1994), koreanisch-amerikanische Sängerin
- Krzysztof Jung (1951–1998), polnischer Künstler
- Jung Kuo-Tuan (1937–1968), chinesischer Tischtennisspieler, siehe Rong Guotuan
- Kurt Junge (Mundartdichter) (1910–1996), schlesischer/oberlausitzer Mundartdichter
- Kurt Jung (Politiker) (1925–1989), deutscher Politiker (FDP)
- Kurt Jung-Alsen (1915–1976), deutscher Filmregisseur
- Kurt A. Jung (1923–1990), deutscher Schauspieler, Hörspiel- und Synchronsprecher
- Kyo Mali Jung, deutsche Journalistin, Autorin, Redakteurin und Formatentwicklerin
- Jung Kyung-eun (* 1990), südkoreanische Badmintonspielerin

### L
- Lars Jung (* 1952), deutscher Schauspieler
- Laura Jung (* 1995), deutsche Rhythmische Sportgymnastin
- Louis Jung (1917–2015), französischer Politiker
- Lovieanne Jung (* 1980), US-amerikanische Softballspielerin
- Luca Jung (* 2002), deutscher Schauspieler
- Ludwig Jung (1835–1906), Fachautor, Gründer und Vorsitzender des Bayerischen Landesfeuerwehrverbandes
- Lukas Jung (* 2004), deutscher Eishockeyspieler

### M
- Magnus Jung (* 1971), deutscher Politiker (SPD)
- Manfred Jung (1940–2017), deutscher Sänger (Tenor)
- Marc Jung (Schauspieler) (* 1980), deutscher Schauspieler
- Marc Jung (Künstler) (* 1985), deutscher Künstler
- Marc-René Jung (1933–2014), Schweizer Romanist und Mediävist
- Marcus Jung (* 1969), deutscher Sportjournalist
- Margarete Jung (1898–1979), deutsche Politikerin (SED)
- Margit Jung (* 1960), deutsche Politikerin
- Marian Jung (* 1980), deutscher Schauspieler
- Marie Jung (* 1985), luxemburgische Schauspielerin
- Marie-Luise Jung († 2022), deutsche Studentin und Opfer eines Amoklaufs, siehe Amoklauf in Heidelberg
- Mario Jung (* 1996), Schweizer Unihockeyspieler
- Marius Jung (* 1965), deutscher Kabarettist
- Markus Manfred Jung (* 1954), deutscher Dichter und Schriftsteller
- Martin H. Jung (* 1956), deutscher Theologe und Hochschullehrer
- Mathias Jung (Autor) (* 1941), deutscher Psychotherapeut und Autor
- Mathias Jung (Biathlet) (* 1958), deutscher Biathlet
- Mathias Jung (Schauspieler), französischer Schauspieler
- Matthias Jung (Wahlforscher) (* 1956), deutscher Wahlforscher
- Matthias Jung (Philosoph) (* 1960), deutscher Philosoph
- Matthias Jung (Dirigent) (* 1964), deutscher Dirigent und Chorleiter
- Matthias Jung (Komiker) (* 1978), deutscher Autor und Komiker
- Matthias Jung (Elektrotechniker) (* 1987), deutscher Elektrotechniker
- Jung Me (* 1966), deutsch-koreanische Künstlerin, Kuratorin und Autorin
- Melissa Florence Jung (* 1994), deutsche Schauspielerin
- Michael von Jung (1781–1858), deutscher römisch-katholischer Geistlicher und Dichter
- Michael Jung (Politiker) (* 1951), deutscher Politiker (CDU)
- Michael Jung (Historiker) (* 1962), deutscher Technikhistoriker und Ingenieur
- Michael Jung (Reiter) (* 1982), deutscher Vielseitigkeitsreiter
- Jung Min-kug (* 2004), südkoreanischer Leichtathlet
- Mitsou Jung (* 1998), deutsche Schauspielerin und Model
- Moriz Jung (1885–1915), österreichischer Grafiker
- Myk Jung (* 1964), deutscher Musiker, Autor und Musikredakteur
- Jung Myung-oh (* 1986), südkoreanischer Fußballspieler
- Jung Myung-seok (* 1945), südkoreanischer religiöser Führer

### N
- Nele Jung (* 1984), deutsche Schauspielerin
- Nikolai Wiktorowitsch Jung (1855–1905), russischer Offizier
- Nikolaus Jung (Politiker, 1852) (1852–nach 1924), Politiker, MdL Elsaß-Lothringen
- Nikolaus Jung (Politiker, 1944) (1944–2013), deutscher Politiker (CDU), Bürgermeister von Lebach
- Nikolaus Jung (Politiker, 1956) (* 1956), deutscher Politiker (CDU), Landrat von Zeitz
- Norbert Jung (* 1967), deutscher Geistlicher
- Norbert Jung (Bündnis 90) (* 1943), deutscher Politiker (Bündnis 90/Die Grünen)

### O
- Otmar Jung (* 1947), deutscher Politikwissenschaftler
- Otto Jung (Maler) (1867–1935), deutscher Maler
- Otto Jung (Kaufmann) (1896–1942), deutscher Kaufmann und Verbandsfunktionär
- Otto Jung (Skirennläufer) (1930–1998), argentinischer Skirennläufer

### P
- Paul Jung (1939–2006), deutscher Metallgestalter, Industriedesigner und Hochschullehrer
- Paul Lejeune-Jung (1882–1944), deutscher Wirtschaftswissenschaftler, Politiker und Widerstandskämpfer
- Pedro Jung (1808–1886), deutscher Unternehmer, Politiker und Mäzen
- Peter Jung (Schriftsteller) (1887–1966), rumäniendeutscher Schriftsteller und Journalist
- Peter Jung (Architekt) (* 1941), deutscher Architekt
- Peter Jung (Historiker) (1955–2003), österreichischer Militärhistoriker
- Peter Jung (Politiker) (* 1955), deutscher Politiker (CDU)
- Peter Jung (Fußballspieler) (* 1963), deutscher Fußballspieler
- Peter Jung (Rechtswissenschaftler) (* 1965), deutscher Rechtswissenschaftler
- Ph. L. Jung (Philipp Ludwig Jung; 1890–1940), deutscher Verleger
- Philipp Jung (Mediziner) (1870–1918), deutscher Gynäkologe
- Philipp Wilhelm Jung (1884–1965), deutscher Politiker (NSDAP)

### R
- Rainer Jung (1943–2021), deutscher Offizier
- Reinhard Jung (Geologe) (* 1947), deutscher Geowissenschaftler
- Reinhard Jung (Politiker) (* 1952), deutscher Politiker (SPD)
- Reinhard Jung (Archäologe) (* 1969), deutscher Archäologe
- Reinhardt Jung (1949–1999), deutscher Kinderbuchautor
- Renate Jung (* 1943), deutsche Malerin und Autorin
- René Jung (* 1965), deutscher Kameramann
- Renée Jung, eigentlicher Name von Andrée Clair (1916–1982), französische Schriftstellerin
- Richard Jung (Komponist) (1861–1932), deutscher Komponist und Musiker
- Richard Jung (Kaufmann) (1865–1936), deutscher Kaufmann
- Richard Jung (Sammler) (1883–1944), deutscher Fossilien- und Mineraliensammler, Hobbypaläontologe und Museumsgründer
- Richard Jung (Mediziner) (1911–1986), deutscher Neurologe
- Richard Jung (Psychologe) (1926–2014), tschechischer Psychologe, Soziologe und Kybernetiker
- Richard Jung (Triathlet) (* 1982), deutscher Triathlet
- Robert Jung (* 1944), deutscher Fußballtrainer
- Robert Jung (Komponist) (1935–2015), deutscher Schlagerkomponist und -produzent
- Rosa Jung (1908–1995), deutsch-chinesische Theater- und Filmschauspielerin
- Rüdiger H. Jung (* 1950), deutscher Betriebswirtschaftler
- Rudolf Jung (Historiker) (1859–1922), deutscher Historiker und Archivar
- Rudolf Jung (Politiker) (1882–1945), deutscher Politiker (DAP/DNSAP, NSDAP)
- Rudolf Jung (Sänger) (1882–1958), Schweizer Sänger
- Rudolf Jung (Autor) (Pseudonym Rudolf Burkhardt; 1907–1972), deutscher Schriftsteller und Übersetzer
- Rudolf Jung (Geodät) (1909–1961), deutscher Geodät und Hochschullehrer
- Rudolf Jung (Bibliothekar) (* 1937), deutscher Bibliothekar
- Jung Ryeo-won (* 1981), südkoreanische Schauspielerin

### S
- Salar Jung I. (1829–1883), indischer Diwan von Hyderabad
- Jung Sang-jin (* 1984), südkoreanischer Speerwerfer
- Sarah Jung (* 1978), österreichische Schauspielerin
- Sebastian Jung (* 1990), deutscher Fußballspieler
- Jung Seong-bin (* 2007), südkoreanischer Fußballspieler
- Sergei Jung (* 1955), sowjetischer Geher
- Jung Seung-hyun (* 1994), südkoreanischer Fußballspieler
- Silvia-Maria Jung (* 1972), deutsche Schauspielerin
- Simone Jung (* 1967), deutsche Filmemacherin
- Sina-Valeska Jung (* 1979), deutsche Schauspielerin
- Jung Siyeon (* 1983), südkoreanische Schauspielerin und Sängerin
- Jung So-hee (* 1994), südkoreanische Tennisspielerin
- Jung So-min (* 1989), südkoreanische Schauspielerin
- Jung Soo-ho (* 1990), südkoreanischer Fußballspieler
- Jung Soon-ok (Volleyballspielerin) (auch Jeong Sun-ok; * 1955), südkoreanische Volleyballspielerin
- Jung Soon-ok (Leichtathletin) (* 1983), südkoreanische Leichtathletin
- Jung Soon-won (* 1973), südkoreanischer Ringer
- Sophie Jung (* 1982), Schweizer Performancekünstlerin
- Stefan Jung (* 1970), deutscher Wirtschaftswissenschaftler und Organisationsforscher
- Jung Sung-ryong (* 1985), südkoreanischer Fußballtorhüter
- Sungha Jung (* 1996), südkoreanischer Gitarrist
- Susanne Jung (Leichtathletin) (* 1963), deutsche Leichtathletin
- Susanne Jung (Künstlerin) (* 1964), deutsche Künstlerin
- Sven Jung (* 1995), Schweizer Eishockeyspieler
- Svenja Jung (* 1993), deutsche Schauspielerin

### T
- Theo Jung (Esperantist) (1892–1986), deutscher Esperantist
- Theo Jung (Komponist) (1897–1979), deutscher Komponist, Kapellmeister und Musiklehrer
- Theo Jung (Historiker) (* 1981), niederländischer Historiker
- Theodor Jung (1906–1996), US-amerikanischer Fotograf österreichisch-ungarischer Herkunft
- Thilo Jung (* 1970), deutscher Fußballspieler
- Thomas Jung (Soziologe) (* 1946), deutscher Kultursoziologe und Kulturphilosoph
- Thomas Jung (Politiker, 1957) (1957–2022), deutscher Politiker (AfD)
- Thomas Jung (Basketballspieler) (* 1958), deutscher Basketballspieler
- Thomas Jung (Journalist) (* 1961), deutscher Journalist
- Thomas Jung (Politiker, 1961) (* 1961), deutscher Politiker (SPD)
- Thomas Jung (Ruderer) (* 1969), deutscher Ruderer
- Thomas Jung (Dirigent) (* 1984), deutscher Dirigent
- Tilo Jung (* 1985), deutscher Journalist und Moderator
- Thomas Fritz Jung (* 1976), deutscher Schauspieler und Regisseur

### U
- Ute Jung (* 1970), deutsche Juristin und Richterin
- Ute Jung-Kaiser (* 1942), deutsche Musikwissenschaftlerin und Hochschullehrerin

### V
- Vanessa Jung (* 1980), deutsche Schauspielerin
- Veit Jung (1727/1731–1805), deutscher Schmied
- Volker Jung (Manager) (1939–2018), deutscher Ingenieur
- Volker Jung (Politiker, 1942) (* 1942), deutscher Politiker (SPD)
- Volker Jung (Theologe) (* 1960), deutscher evangelischer Theologe
- Volker Jung (Politiker, 1968) (1968–2015), deutscher Politiker (CDU), MdL Nordrhein-Westfalen

### W
- Walter Jung (Politiker, 1869) (1869–1939), deutscher Regierungsbeamter und Landrat
- Walter Jung (Politiker, 1898) (1898–nach 1931), deutscher Politiker (NSDAP)
- Walter Jung (Physikdidaktiker) (1926–2011)
- Walter Jung (Paläobotaniker) (1931–2018), deutscher Paläobotaniker
- Walther Jung (1890–1950), deutscher Schauspieler
- Werner Jung (Offizier) (1935–1997), Schweizer Berufsoffizier
- Werner Jung (Historiker) (* 1954), deutscher Historiker
- Werner Jung (Germanist) (* 1955), deutscher Literaturwissenschaftler
- Werner Jung-Faber (* 1949), deutscher Dirigent, Chorleiter, Musikdozent und Fachautor
- Wilhelm Jung (Politiker, 1795) (1795–1865), deutscher Richter und Politiker, MdL Hessen
- Wilhelm Jung (Fabrikant) (1800–1867), deutscher Textilfabrikant
- Wilhelm Jung (Mediziner) (1830–1908), deutscher Psychiater
- Wilhelm Jung (Unternehmer) (1833–1890), deutscher Unternehmer
- Wilhelm Jung (Architekt) (1869–1939), deutscher Architekt, Baubeamter und Autor
- Wilhelm Jung (Widerstandskämpfer) (1881–1942), deutscher Widerstandskämpfer
- Wilhelm Jung (Verwaltungsjurist) (1903–1960), deutscher Landrat
- Wilhelm Jung (Journalist) (1912–1980), deutscher Journalist im Nationalsozialismus und in der Bundesrepublik
- Wilhelm Jung (Kunsthistoriker) (1922–2008), deutscher Kunsthistoriker
- Wilhelm Jung (Politiker, 1928) (1928–2015), deutscher Politiker (CDU)
- Wilhelm Jakob Jung (1861–1942), deutscher Musikpädagoge und Pianist
- Wolfgang Jung (Friedensaktivist) (1938–2024), deutscher Friedensaktivist
- Wolfgang Jung (* 1948), österreichischer Politiker (FPÖ) und ehemaliger Offizier
- Wolfgang J. G. Jung (1948–2020), deutscher Filmemacher und Kameramann
- Jung Woo-sung (* 1973), südkoreanischer Schauspieler
- Jung Woo-young (* 1989), südkoreanischer Fußballspieler

### X
- Xaver Jung (* 1962), deutscher Politiker (CDU)

### Y
- Jung Yang-mi (* 1983), südkoreanische Biathletin
- Jung Yeondoo (* 1969), koreanischer Fotograf
- Jung Ye-rin (* 1996), südkoreanische Judoka
- Jung Yi-seo (* 1993), südkoreanische Schauspielerin
- Jung Yoon-jong (* 1992), südkoreanischer E-Sportler
- Jung Youn-kyung (* 1982), südkoreanische Badmintonspielerin
- Jung Young Moon (* 1965), koreanischer Schriftsteller und Übersetzer
- Jung Young-sik (* 1992), südkoreanischer Tischtennisspieler
- Jung Youngsun (* 1941), südkoreanische Landschaftsarchitektin